# Исповедник
Испове́дник (греч. ὁμολογητής, лат. confessor, confessoris) — особый лик святых в христианстве. Изначально к числу прославляемых церковью в этом лике причислялись те, кто открыто исповедовал христианскую веру во время гонений и сам был гоним и бит, но не претерпел мученической смерти. Этимологическая основа лат. confiteri впервые была использована в значении «исповедоваться, открыто признавать» (ср. англ. to confess, to profess) именно в рукописях христианских авторов. Во избежание неоднозначности, связанной с однокоренным словом «исповедь», во многих языках термин может использоваться с уточнением: англ. Confessor of the Faith и т. п.
В православии исповедников из числа монашествующих иногда называют преподобноисповедниками, а исповедников из числа священнослужителей и епископов —священноисповедниками, однако в церковных календарях, выпускаемых Издательством Московской Патриархии Русской Православной Церкви, такая терминология не используется: все те, кто открыто исповедовали христианскую веру во время гонений, в них именуются просто исповедниками.

## Раннехристианский период
В раннем христианстве к числу исповедников причислялись те христиане, кто при жизни испытывал за свою веру гонения, включая физические страдания, но — в отличие от мучеников — остался жив и умер естественной смертью. Понимание исповедничества как подвига основано на словах Христа: «Итак всякого, кто исповедает (ὁμολογήσει) Меня пред людьми, того исповедаю и Я пред Отцем Моим Небесным; а кто отречется от Меня пред людьми, отрекусь от того и Я пред Отцем Моим Небесным» (Мф. 10:32-33).

### Различие между мученичеством и исповедничеством
По представлениям древней Церкви, подвиг исповедничества отличался от мученичества тем, что не содержал в себе дара мученической кончины, которая понималась как прославление мученика и принятие его в ряды святых Божиих непосредственно во время мучения. Так, галльские исповедники, пострадавшие при Марке Аврелии, отказывались называться мучениками и писали, что «мученики — это те, кто сподобился скончаться в исповедничестве, те, мученичество которых Христос запечатлел смертию, а мы только слабые и смиренные исповедники».
Хотя у св. Киприана Карфагенского есть запись, что скончавшиеся исповедники могли почитаться как мученики, впоследствии экклесиологи встали на точку зрения тех раннехристианских свидетельств, где исповедники и мученики различаются. Так, в одной из эпитафий говорится:

Господь увенчал благословенных исповедников, следующих за мучениками, Аврелия Диогена исповедника и Валерию…Оригинальный текст (лат.)A Domino coronati sunt beati confessores comites martyrum Aurelius Diogenes confessor et Valeria Felicissima vivi in Deo fecerunt— De Rossi. Bullettino di archeologia cristiana, 1864, p. 30
Киприан, указывая, что:

Такой исповедник воистину славен, и за него церковь потом будет гордиться, но не стыдитьсяОригинальный текст (лат.)Is demum confessor illustris et verus est de quo post-modum non erubescit Ecclesia sed gloriatur— St. Cyprian. Ep. xxxvii (Письмо к Корнелию о письме римским исповедникам, увлеченным Новацианом)
пишет далее, что одно только страдание за веру не даёт ещё основания называть человека исповедником, доколе он не сохранит подтверждения этому до конца своих дней.

### Исповедничество как особая форма подвига
Исповедничество как особая форма подвига приобретает большое распространение со времён гонений при императоре Декии, когда целью преследований становится не умерщвление христиан как преступников, а принуждение их к отречению с помощью пыток и других средств устрашения. Более всего (особенно при императоре Галле) преследовались предстоятели церквей, поскольку, по мысли правительства, их отречение или изгнание должно было подорвать силы христианской церкви. Результат, однако, был во многих случаях обратным: церковная община сплачивалась вокруг своего епископа и, следуя его примеру, с твёрдостью исповедовала свою веру.
С IV века употребление термина «исповедник» расширяется, он начинает прилагаться к подвижникам, которые святостью и совершенством своей жизни засвидетельствовали свою веру. В их число включаются «люди, отличающиеся особой добродетелью и знаниями, исповедующие веру во Христа перед миром своим героическим опытом, а также писаниями и молениями». Со временем им, как и мученикам, начинают ставить часовни-мартирии (лат. martyria), то есть почитать так же, как в предшествующие века почитали только мучеников. В дальнейшем наименование исповедника усваивалось ряду святых, переживших гонения за веру при императорах-арианах, иконоборцах и т. д.

## Начало почитания исповедников
Среди первых, кого стали почитать как исповедников в Восточной (православной) церкви — святые епископы Антоний и Иларий (Hilarion), а также Филогон и Афанасий; говоря об их почитании, Иероним указывает, что они не были мучениками. На Западе такого почитания удостоился св. Мартин Турский
 (316/335-397), а до него — Сильвестр, папа Римский.
Среди тех, кого Церковь почитает с именем исповедника, можно упомянуть Павла Исповедника, Максима Исповедника, Мартина Исповедника, Василия Исповедника.
Павел Исповедник, патриарх Константинопольский (скончался в 350 году, день памяти — 6 (19) ноября), строго говоря, относится к священномученикам: находясь в ссылке, он был задушен арианами.
Максим Исповедник (около 580—662, дни памяти — 21 января (3 февраля) и 13 (26) августа), будучи решительным противником монофелитов, претерпел жестокие пытки вместе с двумя своими учениками. Несколько ранее Максима Исповедника, в 655 году, скончался в ссылке другой борец с монофелитами — Мартин Исповедник, папа Римский (день памяти — 14 (27) апреля).
Василий Исповедник «был иноком и пострадал в царствование иконоборца Льва Исавра (717—741)», но впоследствии (в 750 году, день памяти — 28 февраля (13 марта)) мирно скончался.

## Исповедники в Русской церкви

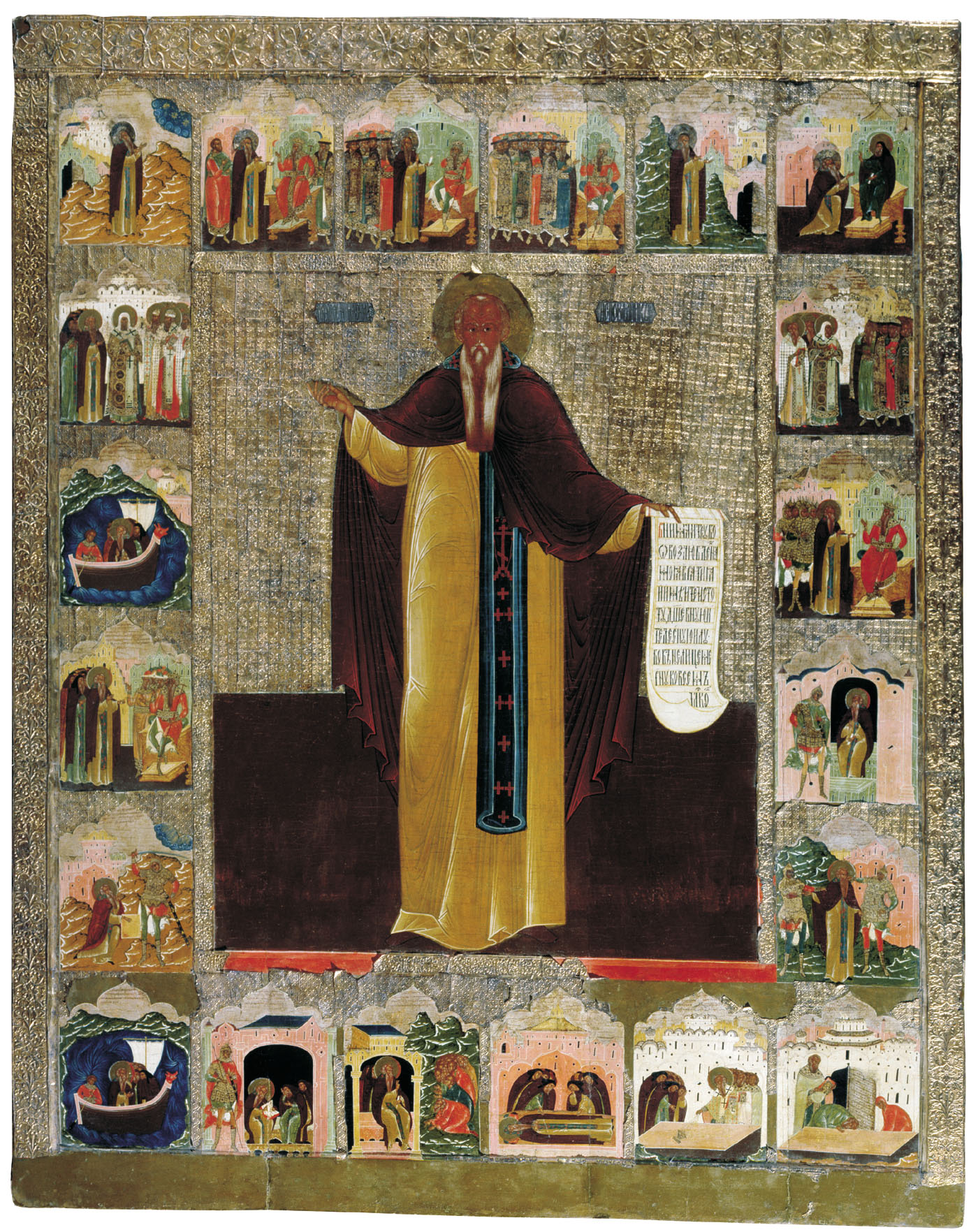
Максим Исповедник. Православная икона

### Допетровский период
В Древней Руси были особо известны и почитались Василий Исповедник, Максим Исповедник и Павел Исповедник, патриарх Константинопольский. К русским святым наименование исповедника не прилагалось.
Действительно, если обратиться к истории древнерусской святости в изложении Георгия Федотова (его исследование оканчивается на пороге XVIII века), мы не встретим этот тип подвига.

### Синодальный период
Среди святых Русской Православной Церкви, жизнь которых прошла в синодальный период истории Русской церкви, мы по-прежнему не видим исповедников. Одно из немногих исключений, если не единственное,— Иоанн Русский, христианский подвиг которого совершался далеко от России.
Исповедники появляются в последующий период жестоких гонений на Православную церковь.

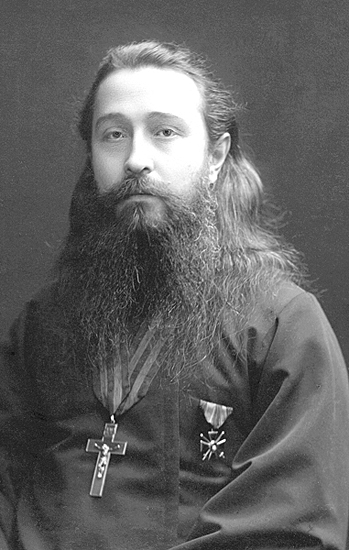
духовник Марфо-Мариинской обители о. Митрофан (после принятия монашества — Сергий) Сребрянский

### Исповедничество в период гонений на Русскую Православную Церковь
Русской Православной Церковью в Соборе новомучеников и исповедников Российских были прославлены в лике исповедников
- Агафангел (Преображенский), митрополит Ярославский, скончавшийся в 1928 году, день памяти — 3 (16) октября;
- Николай (Могилевский), митрополит Алма-Атинский, скончавшийся в 1955 году, день памяти — 12 (25) октября;
- Вассиан (Пятницкий), архиепископ Тамбовский, скончавшийся в 1940 году, день памяти — 14 (27) декабря;
- Лука (Войно-Ясенецкий), архиепископ Симферопольский, скончавшийся в 1961 году, день памяти — 29 марта (11 апреля);
- Амвросий (Полянский), епископ Каменец-Подольский, скончавшийся в 1932 году, день памяти — 7 (20) декабря;
- Афанасий (Сахаров), епископ Ковровский, скончавшийся в 1962 году, дни памяти — 2 (15) марта (тезоименитство) и 15 (28) октября;
- Василий (Преображенский), епископ Кинешемский, скончавшийся в 1945 году, дни памяти — 31 июля (13 августа) и 5 (18) октября (обре́тение мощей);
- Виктор (Островидов), епископ Глазовский, скончавшийся в 1934 году, дни памяти — 19 апреля (2 мая) и 18 июня (1 июля) (обре́тение мощей);
- Севастиан (Фомин), схиархимандрит, скончавшийся в 1966 году, день памяти — 6 (19) апреля;
- Александр (Уродов), архимандрит, скончавшийся в 1961 году, день памяти — 1 (14) августа;
- Гавриил (Игошкин), архимандрит, скончавшийся в 1959 году, день памяти — 5 (18) октября;
- Георгий (Лавров), архимандрит, скончавшийся в 1932 году, дни памяти — 4 июля (21 июня) и 11 октября (28 сентября) (обре́тение мощей);
- Игнатий (Бирюков), архимандрит, скончавшийся в 1932 году, день памяти — 15 (28) сентября;
- Леонтий (Стасевич), архимандрит, скончавшийся в 1972 году, день памяти — 28 января (10 февраля);
- Сергий (Сребрянский), архимандрит, скончавшийся в 1948 году, дни памяти — 23 марта (5 апреля) и 28 ноября (11 декабря) (обре́тение мощей)
- Иоанн (Оленевский), иерей, скончавшийся в 1951 году, дни памяти — 31 мая и 6 августа (обре́тение мощей)

и другие.
Таким образом, XX век дал России больше исповедников, чем вся её предшествующая история. Впрочем, число исповедников среди новомучеников в Соборе новомучеников и исповедников Российских невелико, если сравнивать его с числом священномучеников (преобладающий вид подвига в Соборе новомучеников и исповедников Российских).